# Tirailleurs marocains

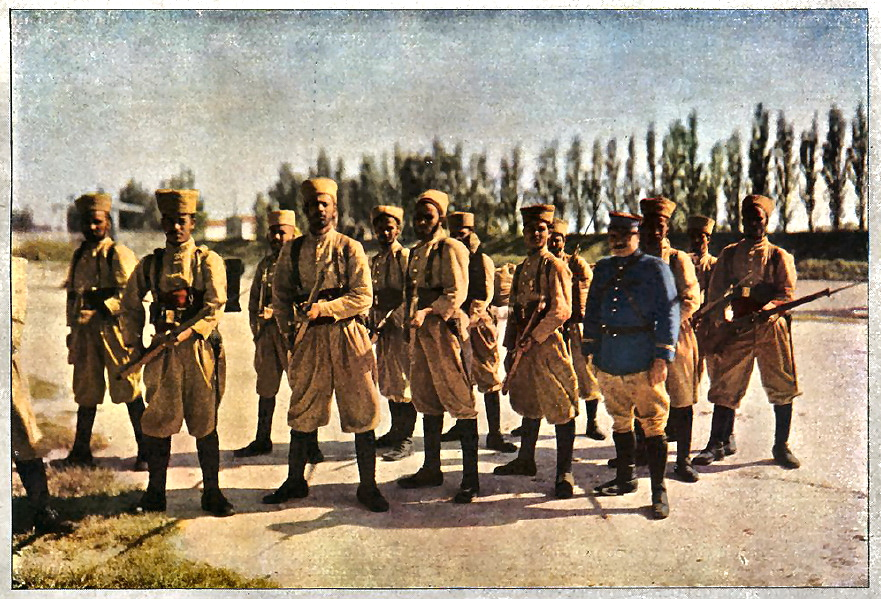
Photographie en couleur reconstituant l'uniforme des chasseurs marocains de 1914.

Les tirailleurs marocains sont des unités d’infanterie de l’armée de terre française, appartenant à l'armée d'Afrique. 
Ces unités, majoritairement composées de recrues autochtones originaires du protectorat du Maroc (70-75 % selon les époques), sont créées en 1915 et progressivement dissoutes à partir de l'indépendance du Maroc en 1956 et jusqu'en 1965.
Ils se distinguent notamment lors de la Première Guerre mondiale puis surtout au cours de la Seconde Guerre mondiale où les sept régiments de tirailleurs marocains engagés de 1942 à 1945 reçoivent la fourragère aux couleurs du ruban de la croix de guerre 1939-1945 (2-3 citations à l'ordre de l'Armée).

## Création et dénominations
- 1912 : création des troupes auxiliaires marocaines, parfois dénommées spahis et tirailleurs de manière non officielle,
- août 1914 : constitution de deux régiments de chasseurs indigènes, qui forment  une Brigade de chasseurs indigènes,
- janvier 1915 : création du 1er régiment de marche de tirailleurs marocains (RMTM) à partir des rescapés de la brigade. D'autres régiments suivent à partir de mars 1918.
- octobre 1920 : les 5 RMTM existant alors deviennent des régiments de tirailleurs marocains (RTM), numérotés de 61 à 65.
- 1919 : les 61e à 68e RTM sont renumérotés en 1er à 8e RTM.
- 1965 : dissolution des derniers RTM, le 1er et 5e.

## Historique
À la fin du XIXe siècle les échanges augmentent entre le Maroc et la France. En 1877 s'effectue le relevé géographique du Maroc en coopération avec les ingénieurs du service géographique de l'armée, puis l'instruction par des officiers français de l'armée chérifienne.
Les troupes auxiliaires marocaines sont créées en 1912 après la révolte des goumiers pendant les journées sanglantes de Fès. La 2e compagnie auxiliaire marocaine de Fès fut la première pierre de ces troupes en 1912. Son premier chef fut le capitaine Léopold Justinard dit le "capitaine chleuh". Cinq bataillons sont au Maroc en 1914 : les bataillons des commandants Poeymirau et Pellegrin à la frontière du protectorat espagnol, le bataillon Auroux près de Meknès, le bataillon Fumey dans le sud et Richard d'Ivry près de Khénifra. 

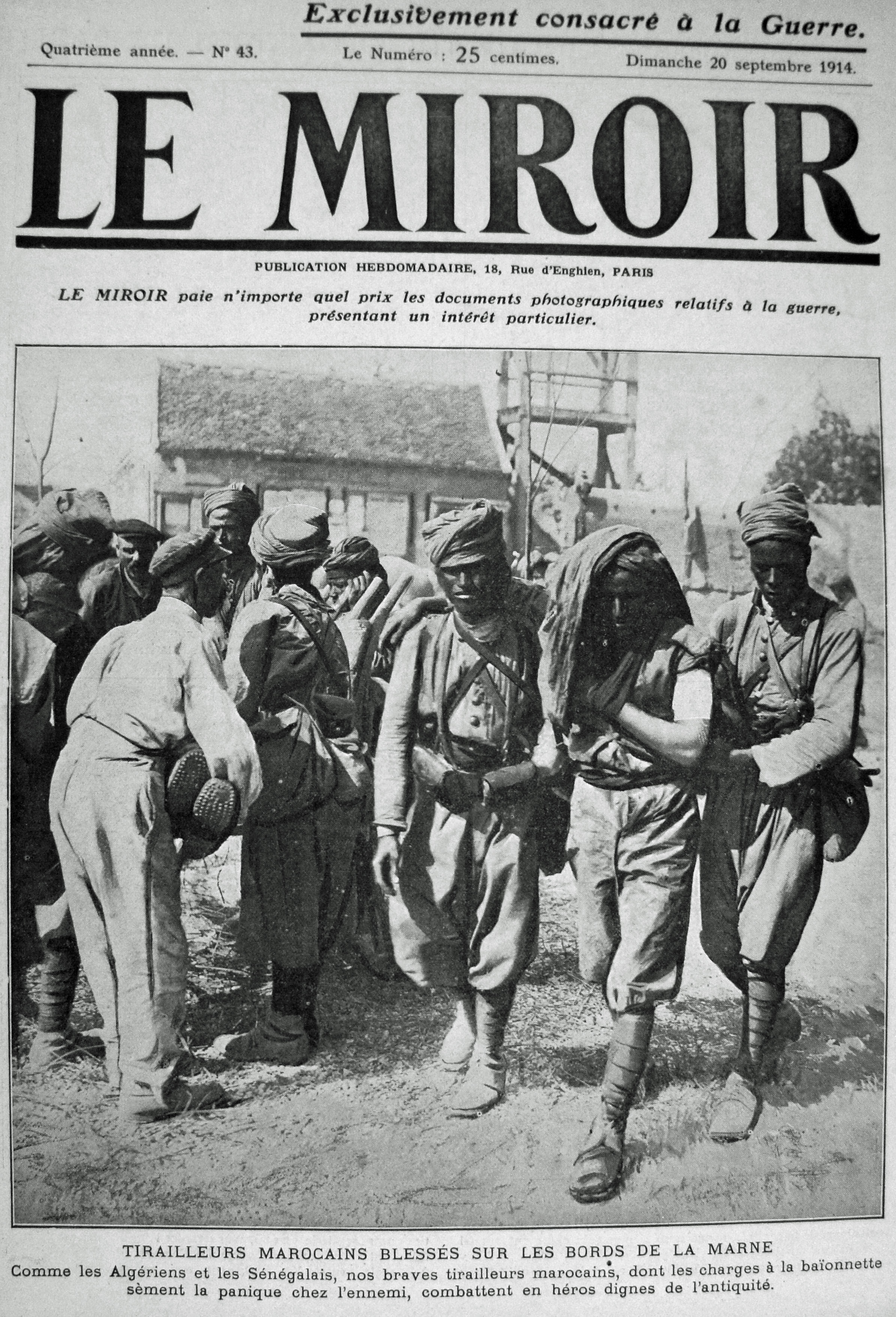
En septembre 1914, les chasseurs marocains en couverture du journal Le Miroir.

Pendant la Première Guerre mondiale, les auxiliaires marocains sont regroupés le 25 août 1914 dans la brigade des chasseurs indigènes sous les ordres du général Albert Ditte (1858-1934), envoyée en France début août 1914. Elle est composée de deux régiments de chasseurs indigènes : 
- 1er régiment : sous les ordres du colonel Touchard[réf. nécessaire]
  - 1er bataillon du commandant Auroux
  - 2e bataillon du commandant Fumey
  - 3e bataillon du commandant Richard d'Ivry
- 2e régiment : sous les ordres du commandant Poeymireau
  - 1er bataillon du commandant Pellegrin
  - 2e bataillon du commandant Clément

La brigade est à la disposition de la 45e DI à partir du 8 septembre 1914. Le 23 septembre 1914, la brigade décimée au cours de la bataille de la Marne est dissoute et avec les survivants un Régiment de marche de chasseurs indigènes est formé.

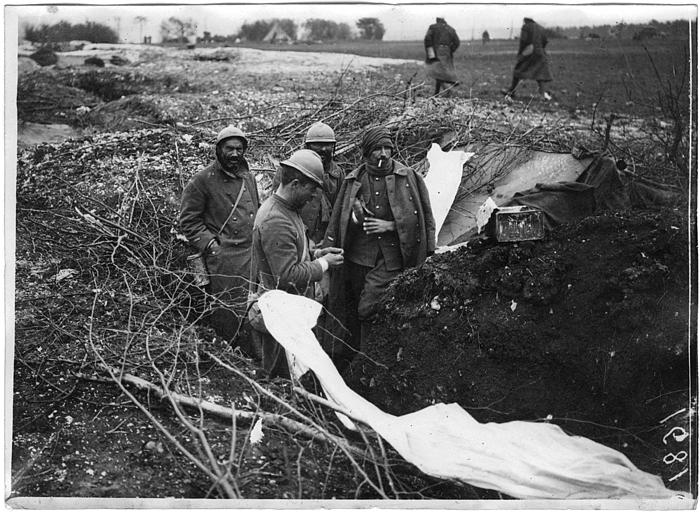
Tirailleurs marocains dans les tranchées de Boves vers 1918.

Le 1er janvier 1915, ce régiment devient le Régiment de Marche de Tirailleurs Marocains (RMTM) par décision du 25 décembre 1914 et est placé sous les ordres des colonels Poeymirau puis Auroux. Au printemps 1917, le RMTM est affecté à la 153e division, sous les ordres du général Pellé. En mars 1918, le RMTM devient le 1er RMTM lorsqu'un deuxième régiment, le 2e RMTM, est créé.

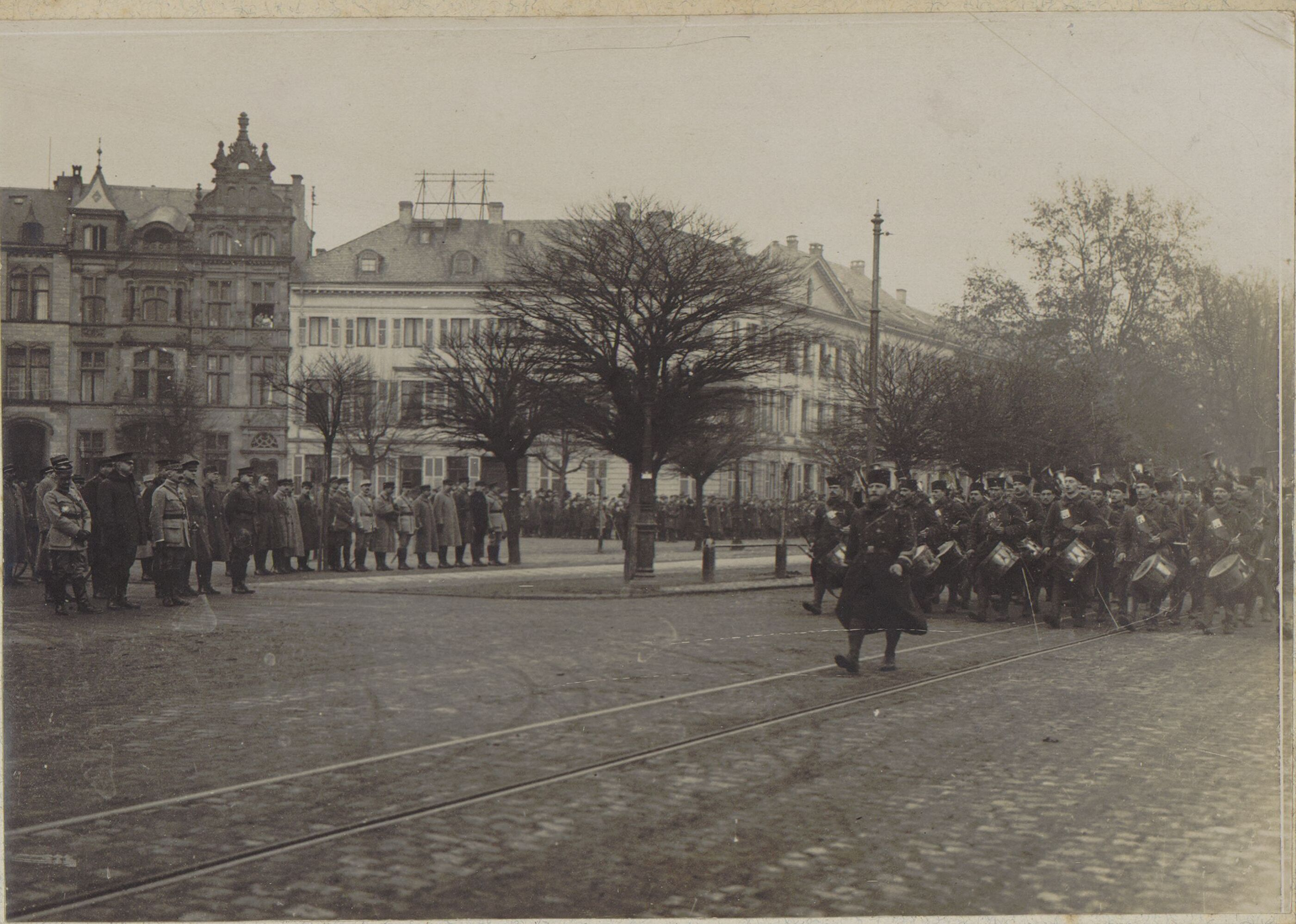
En 1919 défilant à Coblance.

La contribution du Maroc se monte, en 1918, à six bataillons regroupés dans deux régiments de marche, en complément de deux bataillons d'instruction en France plus quatre bataillons au Maroc. Les deux régiments, les 1er et 2e régiments de marche des tirailleurs marocains (RMTM), sont plusieurs fois cités à l'ordre de l'Armée et décorés de la fourragère.

Les 3e, 4e et 5e RMTM sont créés en janvier 1920. En octobre 1920, les RMTM deviennent des RTM : le 1er RMTM est renommé 61e RTM, le 2e RMTM 62e RTM, etc. Le 66e régiment de tirailleurs marocains est créé en mars 1921, suivi du 67e en 1926 et du 68e en 1927. Le 1er janvier 1929, les RTM sont renumérotés dans la série 1 à 8. Les 9e et 10e RTM sont respectivement créés en septembre 1939 et mars 1940.

Deux tirailleurs marocains (à gauche) avec des soldats américains à Rouffach en février 1945.

Dans l'entre-deux-guerres, les RTM participent à l'occupation de la Rhénanie, à celle de la Ruhr, à la « pacification » du Maroc (notamment la guerre du Rif) et à la « pacification » du Levant français. En métropole, les RTM sont rattachés à partir de 1928 aux divisions d'infanterie nord-africaine.

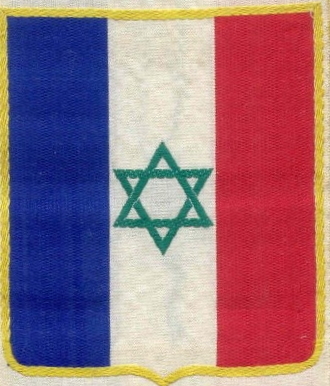
Fanion des tirailleurs marocains dans l'armée de Vichy.

Durant la Seconde Guerre mondiale, lors de la bataille de France les tirailleurs marocains ont de nombreux tués, notamment à Gembloux, à Reims et Annonay. 18 000 hommes sont faits prisonniers par les Allemands. En 1943, ils s'illustrent aux côtés des goumiers lors de la Campagne d'Italie au sein du CEF du général Juin. En 1944, dans les rangs de la 1re Armée française de De Lattre ils débarquent en Provence avec la 2e division d'infanterie marocaine, la 4e division marocaine de montagne.
Les tirailleurs marocains sont plusieurs milliers à combattre en Indochine de 1946 à 1954.
Lorsque le Maroc accède officiellement à l'indépendance en 1956, la plupart des régiments de tirailleurs marocains sont maintenus au sein de l'armée française, tandis que les Goumiers rejoignent immédiatement la nouvelle armée marocaine. Au fur et à mesure que les contrats des tirailleurs se terminent, les régiments sont progressivement dissous ou convertis en :
- 1957 pour le 7e RTM ;
- 1962 pour le 2e et le 9e RTM ;
- 1963 pour le 6e RTM ;
- 1964 pour le 4e RTM ;
- et enfin 1965 pour le 1er et le 5e RTM.

## Décorations des régiments d'infanterie

### Drapeaux
- Drapeaux décorés de la Légion d'honneur[5]
  - 1er régiment de tirailleurs marocains (11/05/1949)

### Fourragères

#### Première Guerre mondiale[6]
- Fourragère aux couleurs du ruban de la médaille militaire (5 citations à l'ordre de l'armée) 
  - 1er régiment de tirailleurs marocains

- Fourragère aux couleurs du ruban de la croix de guerre 1914-1918 (2 citations à l'ordre de l'armée)
  - 2e régiment de tirailleurs marocains

#### Seconde Guerre mondiale[6]
- Fourragère aux couleurs du ruban de la croix de guerre 1939-1945 (2-3 citations à l'ordre de l'armée) 
  - 1er régiment de tirailleurs marocains
  - 2e régiment de tirailleurs marocains
  - 4e régiment de tirailleurs marocains
  - 5e régiment de tirailleurs marocains
  - 6e régiment de tirailleurs marocains
  - 7e régiment de tirailleurs marocains
  - 8e régiment de tirailleurs marocains

### Citations collectives

#### Première Guerre mondiale
Les deux régiments de tirailleurs marocains ayant combattu lors de la Première Guerre mondiale ont obtenu sept citations à l'ordre de l'armée.

#### Seconde Guerre mondiale
Les huit premiers régiments de tirailleurs marocains ayant combattu lors de la Seconde Guerre mondiale ont obtenu dix-huit citations à l'ordre de l'armée.

### Chants
- Marche des tirailleurs
- Chant des Africains